# My Dark Symphony
My Dark Symphony, pubblicato nel 2018, è il primo EP del gruppo progressive Metal norvegese Conception.
Segna il ritorno in studio tanto della band, inattiva dal 1997, quanto del cantante Roy Khan, assente dalle scene musicali dal 2011.

## Tracce
1. Re:Conception (Strumentale) – 1:08
2. Grand Again – 4:00
3. Into the Wild – 5:21
4. Quite Alright – 4:33
5. The Moment – 5:27
6. My Dark Symphony – 6:12

## Formazione

### Gruppo
- Tore Østby – chitarra
- Ingar Amlien – basso
- Arve Heimdal – batteria
- Roy Khan – voce